# Liberian Girl
〈Liberian Girl〉은 미국의 가수 마이클 잭슨의 1987년 음반 《Bad》에서 발매된 아홉 번째 싱글이다. 이 노래는 1983년에 작곡되었고 더 잭슨스의 《Victory》 음반으로 고려된 곡들 중 하나였다. 《Bad》를 위해 수정되고 다시 쓰여졌다. 이 노래는 유럽, 뉴질랜드, 호주에서 싱글로 발매되었다. 비록 상업적으로 성공했지만, 이 노래는 마이클 잭슨이 Bad World Tour나 이후 콘서트에서 라이브로 연주한 적은 없었다.

## 반응
《뉴욕 타임스》 편집자 존 파렐스는 〈Billie Jean〉의 멜로디 대사가 이 노래에 다시 등장한다고 전했다. 《롤링 스톤》의 데이비트 시거슨은 〈Liberian Girl〉라는 곡을 칭찬했다. "마이클의 필러는 《Thriller》의 잊혀진 표보다 더 풍부하고 섹시하며 더 좋다." 그리고 그는 또한 "사랑하는 사람의 존재에 대한 감사로 빛난다."고 묘사했다. 2003년 《Q》 잡지는 이 노래를 "최고의 노래 1001위" 목록에서 1001위로 선정하였다.

## 라이베리아의 반응
이 노래는 라이베리아에서 좋은 반응을 얻었고, 그 나라의 여성들은 이 노래를 힘을 실어주는 것으로 보았다. 라이베리아 여성 마거릿 카슨은 《워싱턴 타임스》와의 인터뷰에서 "그 음악이 나왔을 때요. 라이베리아 소녀들은 마이클 잭슨과 같은 위대한 음악가가 아프리카의 작은 나라에 대해 생각하는 것을 듣고 매우 놀랐습니다. 그게 우리에게 희망을 줬죠 특히 상황이 나빠졌을 때요 그것은 우리가 여전히 세계의 일부라는 것을 느끼게 해주었습니다."라고 말했다.

## 곡 목록
7인치
1. "Liberian Girl" (edit) – 3:40
2. "Girlfriend" – 3:05

12인치
1. "Liberian Girl" (edit) – 3:40
2. "Get on the Floor" – 4:44
3. "Girlfriend" – 3:05

CD 싱글
1. "Liberian Girl" (edit) – 3:40
2. "Girlfriend" – 3:05
3. "The Lady in My Life" – 5:00
4. "Get on the Floor" – 4:44

CD 3인치
1. "Liberian Girl" (edit) – 3:40
2. "Get on the Floor" – 4:44
3. "Girlfriend" – 3:05